# Carlo Biagi
Carlo Biagi   (Viareggio, 20 d'abril de 1914 - Milà, 16 d'abril de 1986) fou un futbolista italià que va competir durant les dècades de 1930 i 1940. Jugava en la posició de migcampista i davanter esquerre.
El 1936 va prendre part en els Jocs Olímpics d'Estiu de Berlín, on guanyà la medalla d'or en la competició de futbol. Amb la selecció nacional jugà quatre partits en què marcà quatre gols, tots en un mateix partit, cosa sols aconseguida també per Gigi Riva, Roberto Bettega, Francesco Pernigo, Omar Sívori i Alberto Orlando
A nivell de clubs jugà al Viareggio Calcio (1930-1933 i 1934-1935), AC Prato (1933-1934), Pisa S.C. (1935-1936), S.S.C. Napoli (1936-1940) i Lecco 1912. (1945-1946).